# Jonathan Del Arco

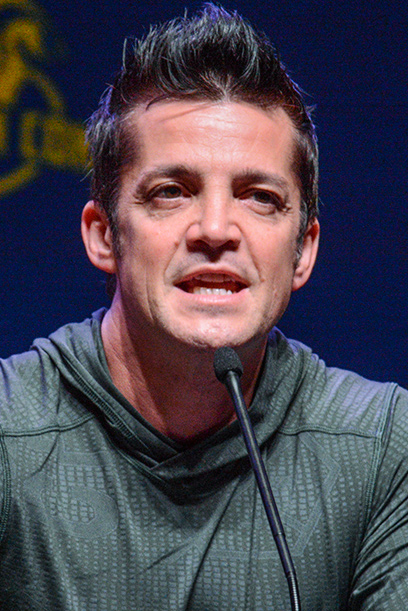
Jonathan Del Arco (2014)

Jonathan Del Arco (* 7. März 1966 in Uruguay) ist ein US-amerikanischer Schauspieler und LGBT-Aktivist mit uruguayischen Wurzeln.

## Leben und Karriere
Da Jonathan Del Arco in seiner Kindheit vermehrt mit Puppen spielte und sich wie ein Mädchen verhielt, suchten seine Eltern einen Psychiater auf, der ihm helfen sollte, männlicher zu werden. Del Arco jedoch änderte sein Verhalten nicht, weswegen er später auch in seiner Schulzeit gemobbt wurde.
Als Del Arco zehn Jahre alt war, wanderten seine Eltern mit ihm in die Vereinigten Staaten aus. Dort lebten sie in Port Chester, einer Ortschaft in New York. Später zog Del Arco nach Los Angeles, um eine Schauspielkarriere zu verfolgen. In Los Angeles entdeckte er seine Leidenschaft für Politik und Soziales Engagement. Er arbeitete an vielen Kampagnen mit, darunter einige der Lesben- und Schwulenbewegung.
Seine Schauspielkarriere begann Del Arco bereits in New York City am Off-Broadway. Dort lernte er auch seinen Lebensgefährten kennen, welcher jedoch in den 1980er Jahren an AIDS verstarb. Zum ersten Mal im Fernsehen erschien Jonathan Del Arco 1987 in einer Folge von Miami Vice. Bis 1997 war er vorwiegend in Gastrollen zu sehen, unter anderem Wunderbare Jahre, Raumschiff Enterprise: Das nächste Jahrhundert und Pacific Blue – Die Strandpolizei. Zwischen 2001 und 2002 folgten dann weitere Engagements im Star-Trek-Bereich. 2003 war er in drei Folgen von Nip/Tuck – Schönheit hat ihren Preis als Sofia Lopez zu sehen. Nach weiteren Auftritten in Crossing Jordan – Pathologin mit Profil, 24 und Die Sopranos, war er von 2007 bis 2012 in 40 Folgen von The Closer als Dr. Morales zu sehen. Diese Rolle verkörpert er seit 2012 auch in dessen Spin-off Major Crimes.
Jonathan Del Arco lebt offen homosexuell.

## Filmografie (Auswahl)
- 1987: Miami Vice (Fernsehserie, Folge 4x06)
- 1991: Ein Strauß Töchter (Sisters, Fernsehserie, Folge 2x05)
- 1992–1993: Raumschiff Enterprise: Das nächste Jahrhundert (Star Trek: The Next Generation, Fernsehserie, 2 Folgen)
- 1993: Wunderbare Jahre (The Wonder Years, Fernsehserie, 2 Folgen)
- 1994: Blossom (Fernsehserie, Folge 4x27)
- 1996: Pacific Blue – Die Strandpolizei (Pacific Blue, Fernsehserie, Folge 2x11)
- 1997: Das Leben und Ich (Boy Meets World, Fernsehserie, Folge 5x10)
- 2000: Starlets (Grosse Pointe, Fernsehserie, Folge 1x11)
- 2001: Star Trek: Raumschiff Voyager (Star Trek: Voyager, Fernsehserie, Folge 7x15)
- 2003: Nip/Tuck – Schönheit hat ihren Preis (Nip/Tuck, Fernsehserie, 3 Folgen)
- 2004: Crossing Jordan – Pathologin mit Profil (Crossing Jordan, Fernsehserie, Folge 4x09)
- 2005: Huff – Reif für die Couch (Huff, Fernsehserie, Folge 1x13)
- 2005: 24 (Fernsehserie, Folge 4x23)
- 2006: Die Sopranos (The Sopranos, Fernsehserie, Folge 6x09)
- 2007–2012: The Closer (Fernsehserie, 40 Folgen)
- 2009: Dollhouse (Fernsehserie, Folge 2x07)
- 2012–2018: Major Crimes (Fernsehserie, 69 Folgen)
- 2020: Star Trek: Picard (Fernsehserie, 4 Folgen)
- 2022: Chicago Med (Fernsehserie, 1 Folge)
- 2023: Criminal Minds: Beyond Borders (Fernsehserie, 1 Folge)